# John Stott
John Robert Walmsley Stott (27. dubna 1921 – 27. července 2011) byl britský kazatel a teolog, jeden z vůdců britského a světového evangelikálního hnutí. Byl jedním z hlavních autorů Lausannského závazku z roku 1974 a výrazně přispěl i k utváření Manifestu z Manily (1989). V letech 1959-1991 byl osobním kaplanem Alžběty II. V roce 1974 založil London Institute for Contemporary Christianity, jehož je čestným prezidentem. Na konci dubna 2007 oznámil, že v tomto roce ukončí své veřejné působení. Jeho posledním veřejným projevem jakožto aktivního vůdčího teologa evangelikálů měl být projev na tradiční konferenci Keswick Convention z července 2007.
John Stott byl nositelem Řádu Britského impéria. Pro enormní vliv, který má na evagelikální hnutí, mu je přezdíváno evangelikální papež. V roce 2005 jej časopis Time zařadil mezi sto nejvlivnějších osobností světa. Několikrát navštívil Českou republiku a zúčastnil se konferencí Církve bratrské. Dal podnět ke vzniku České evangelikální aliance. Založil i Společenství evropských evangelikálních teologů FEET (Fellowship of European Evangelical Theologians).

## Dílo
John Stott je autorem asi 50 knih, které vyšly ve více než 70 jazycích, včetně češtiny. Mimo to je autorem stovek projevů a klíčových teologických dokumentů uznávaných řadou evagelikálních církví.
Česky vyšlo:
- Rok s Biblí (2011)  obsahuje dosud nepublikované Stottovy úvahy nad biblickými texty od Genesis po Zjevení. Formou krátkých každodenních zamyšlení provede autor čtenáře během jednoho roku celou Biblí, přičemž z jednotlivých úryvků skládá její "velký příběh". Přehledný, stručný a srozumitelný styl autora, který se celý život zabýval knihou knih, ocení jak čtenáři se zájmem o hlubší porozumění Bibli, tak ti, kteří se s jejím obsahem chtějí seznámit poprvé.
- Kázání na hoře
- Zápas mladé církve. Poselství Skutků apoštolských.
- Základy křesťanstva
- Janovy listy
- Kristův kříž
- Homosexuální partnerství?
- Portrét kazatele
- Jediná cesta (výklad listu Galatským) (Kutná Hora, 1968)
- Radikální učedník

Slovensky vyšlo:
- Efežanom
- II. Timoteovi